# 菲利普·拉巴特
菲利普·拉巴特（英語：Philip LaBatte，1911年7月5日—2002年9月6日），美国男子冰球运动员，场上位置是后卫。他曾代表美国国家队参加1936年冬季奥林匹克运动会冰球比赛，获得一枚铜牌。